# Christoph Friedrich Geiger
Christoph Friedrich Geiger (* 23. März 1712 in Nürnberg; † 7. September 1767 in Marburg) war ein deutscher Jurist und Hochschullehrer.

## Leben
Christoph Friedrich Geiger war der Sohn des Nürnberger Rektors Gottfried Engelhart Geiger (* 9. April 1681 in Nürnberg; † 18. Februar 1748 ebenda) und dessen Ehefrau Ursula Kathrinen (geb. Schultheiß).
Er besuchte die St. Sebald-Schule (heute: Melanchthon-Gymnasium), an der sein Vater als Rektor tätig war; sein dortiger Lehrer war unter anderem Johann Walwert (1661–1727). Bei seinem Vater erlernte er die lateinische, griechische und hebräische Sprache und machte im Zeichnen und Malen so gute Fortschritte, dass er sich mit Geometrie, Perspektive und den Altertümern intensiv beschäftigte, sodass er hierauf seine Mitschüler in Geographie, Historie und Logik unterrichten konnte. Nachdem er die Professoren Johann Siegmund Mörl, Johann Gabriel Doppelmayr und Joachim Negelin (1675–1749) am Gymnasium hörte, schrieb er sich 1730 an der Universität Altdorf zu einem Studium der Mathematik, Geographie, Geschichte und Rechtswissenschaften ein und besuchte Vorlesungen bei Christian Gottlieb Schwarz (1675–1751), Jakob Wilhelm Feuerlein, Johann David Köhler, Johann Heinrich Müller und Michael Kelsch.
Ende 1733 ging er an die Universität Jena, setzte seine historischen, philosophischen und mathematischen Studien fort und hörte Vorlesungen bei Burkhard Gotthelf Struve, Christian Gottlieb Buder, Heinrich Köhler, Johann Wilhelm Dietmar, Georg Philipp Stenger (1704–1752), Johann Salomon Brunnquell, Johann Georg Walch, Johann Peter Reusch und Georg Erhard Hamberger, dazu erlernte er auch die französische, italienische, englische und die holländische Sprache; er besuchte zusätzlich noch theologische, juristische, und medizinische Kollegien. Privat unterrichtete er in dieser Zeit einige junge Adelige und übernahm die Hofmeisterstelle beim Baron von Geuder von Heroldsberg aus Nürnberg; er bereitete dessen Sohn auf das Studium vor und begleitete diesen an die Universität Jena und nach zwei Jahren 1737 an die Universität Göttingen zur dortigen Einweihung und der Fortsetzung von dessen Studien. 1739 kehrte er mit dem Baron von Geuder von Heroldsberg nach Nürnberg zurück.
1739 sammelte er in Wetzlar am Reichskammergericht praktische Erfahrungen. Er lernte den Minister Christian Hieronymus von Stutterheim kennen und nahm dessen Angebot der Hofmeisterstelle für seinen einzigen Sohn, Christian Wilhelm Karl von Stutterheim, an. Er lebte auf den Gütern des Ministers in der Nähe von Frankfurt am Main und unternahm mit seinem Schüler einige Reisen, unter anderem nach Darmstadt, Mannheim und Karlsruhe. Nachdem er seine Tätigkeit als Hofmeister beendet hatte, ging er nach Straßburg und machte die Bekanntschaft mit Johann Daniel Schöpflin.
Bei einer Reise an den Württembergischen Hof, der sich zu dieser Zeit in Deinach aufhielt, machte er die Bekanntschaft mit Jean-Baptiste de Boyer, Marquis d’Argens, dieser versah ihn mit einer Empfehlung, als er nach Paris reisen wollte; dort wurde er mit Bernard le Bovier de Fontenelle, Bernard de Montfaucon, Charles Rollin, Nicolas Lenglet Du Fresnoy, Voltaire, Jean-Antoine Nollet, und Charles de Secondat, Baron de Montesquieu bekannt. Von Paris ging er 1742 zur Kaiserwahl von Karl VII. nach Frankfurt am Main, erteilte dort einigen Kavalieren Unterricht im deutschen Staatsrecht und verfasste dort die wöchentlichen Wahl- und Krönungsberichte.
1746 erhielt er an der Universität Leipzig seinen Magister und wurde im gleichen Jahr für acht Jahre auf Empfehlung von Johann Peter von Ludewig und Christian Wolff zum Hofrat ernannt sowie Hofmeister beim Erbprinzen Friedrich Albrecht von Anhalt-Bernburg. 1748 promovierte er an der Universität Halle zum Dr. Jur.
Am 6. August 1750, als er noch die Hofmeisterstelle beim Erbprinzen von Anhalt-Bernburg ausübte, wurde er zum ordentlichen Professor der Geschichte an die Universität Marburg berufen und hielt am 13. Oktober 1750 seine Antrittsvorlesung.
Er übernahm am 19. Dezember 1763 auch noch das Lehramt der Beredsamkeit und Dichtkunst.
In seinen Vorlesungen lehrte er zu den Themen Alte Geschichte, Deutsche Reichs- und europäische Staatengeschichte, Kirchengeschichte, Geografie (1757–1767), Diplomatik, Quellenkunde und Heraldik (1751–1767), lateinischer Stil (ab 1768), Natur- und Völkerrecht (1753–1763), Ökonomie (1756–1765), prudentia civilis (= Staatsklugheit) (1756–1767) und Experimentalphysik (1759–1762).
In den Jahren 1755 und 1760 war er Dekan der Philosophischen Fakultät der Universität Marburg, in den Jahren 1760, 1761 und 1762 deren Abgeordneter bei den Landtagen in Kassel und 1765 Prorektor der Universität.
Christoph Friedrich Geiger heiratete 1743 die Tochter von David Flotard, ehemaliger holländischer Konsul in Messina; gemeinsam hatten sie zwei Töchter.

## Schriften (Auswahl)
- Michael Kelsch, Christoph Friedrich Geiger: Dissertatio Mathematica Sistens Dvo Problemata Geometrica De Triangvlis Certa Conditione Intra Parallelas Constrvendis: cum 2 tab. aeneis. Altdorf 1731.
- Le monde en contradiction. Straßburg 1741.
- L’Amusement de la Garnison. Straßburg 1741.
- Christoph Friedrich Geigers Beantwortung der Einwürfe, welche in dem hundert und zehnten Theil der zuverlässigen Nachrichten wider seinen Tractat: De summo palatii praefecto, sind gemacht worden. Bernburg 1749.
- Gedancken von dem Bücherschreiben der Gelehrten. Leipzig 1750.
- De amplitudine fori conventi austraegalis S. R. J. procerum, commentatio. Ulm 1753.
- Exercitatio de ignoto Atheniensium Deo, ad illustr. act. Marburg 1754.
- Programm de regno Ebraeorum in Egypto. Marburg 1758.
- Programm de mycterismo seu stili naso. Marburg 1759.
- Oratio funebris consacrandae memoriae Guilielmi VIII. Hassiae Landgravii. Marburg 1761.
- Jean-Jacques Rousseau; Christoph Friedrich Geiger: Der gesellschaftliche Vertrag, oder die Grundregeln des allgemeinen Staatsrechts. Marburg 1763 (aus dem Französischen übersetzt).
- Mallets Geschichte der Hessen. Kopenhagen und Leipzig 1767 (aus dem Französischen übersetzt).